# 1891 au Québec
Cet article traite des événements survenus en 1891 au Québec. 

## Événements

### Janvier
- 15 janvier : six maisons de la rue Champlain à Québec sont ensevelies sous la neige à la suite d'une tempête. La neige amoncelée au-dessus du Cap Diamant s'est abattue sur les résidences. Il y a un blessé[1].

### Février
- 2 février : James McShane est élu maire de Montréal par 5 778 voix de majorité sur son adversaire Jacques Grenier[2].
- 6 février : le collège Bishop de Lennoxville est entièrement détruit par un incendie. Les dommages sont évalués à 50 000 $[3].
- 12 février : un incendie détruit les bâtiments abritant les journaux L'Événement et Le Canadien à l'angle de la côte de la Fabrique et de la rue Garneau à Québec. La cause est accidentelle[4].
- 20 février : le député conservateur d'Argenteuil, William Owens, démissionne pour se présenter, sans succès, à l'élection fédérale[5].
- 23 février : dans un mandement publié dans La Presse, l'archevêque de Montréal, Édouard-Charles Fabre, tente de démontrer les avantages de la domination britannique au Canada[6].

### Mars
- 5 mars : le Parti conservateur de John A. Macdonald remporte l'élection générale avec 123 députés élus sur une possibilité de 215. Au Québec, où le chef libéral Wilfrid Laurier a obtenu l'aide du premier ministre Honoré Mercier, le résultat est de 35 conservateurs et 30 libéraux[7].

### Avril
- 5 avril : les évêques du Québec protestent dans une lettre pastorale contre la loi manitobaine supprimant les écoles catholiques françaises dans cette province[8].
- 7 avril : Sarah Bernhardt donne un spectacle à Montréal.

### Mai
- Mai - Juillet : Honoré Mercier effectue un long voyage en Europe où il visite la France, la Belgique, le Royaume-Uni et le Vatican. Il tente de négocier un emprunt de 11 000 000 $ avec le Crédit lyonnais, mais les manœuvres du gouvernement fédéral font qu'il n'obtient que 4 000 000 $. Il est reçu à l'Élysée par Sadi Carnot qui le fait commandeur de la Légion d'honneur. Le roi des Belges le fait commandeur de l'ordre de Léopold et le pape Léon XIII le crée comte palatin[9].
- 11 mai : le député libéral et propriétaire du Canadien, Joseph-Israël Tarte, accuse à la Chambre des communes le ministre des Travaux publics, Hector-Louis Langevin, de conflits d'intérêts. L'entrepreneur québécois et député de Québec-Ouest, Thomas McGreevy, aurait pris connaissance grâce à lui de contrats gouvernementaux à venir pour faire des soumissions plus basses que ses concurrents[10].

### Juin
- 6 juin : mort, à 76 ans, du premier premier ministre du Canada John A. Macdonald.
- 8 juin : un incendie de forêt détruit entièrement le village de Black Lake rendant 250 familles sans abri[11].
- 15 juin : on annonce que les restes de Jean-Olivier Chénier seront transportées à Montréal pour être inhumés avec les autres patriotes de 1837-1838 au cimetière Côte-des-Neiges[12].
- 16 juin : à la suite de la mort récente de John A. Macdonald, John Abbott lui succède comme premier ministre du Canada[13].
- 26 juin : un concours de culturisme a lieu au Parc Sohmer entre Louis Cyr et Sébastien Miller, considérés comme les deux hommes les plus forts du monde. Louis Cyr remporte le championnat[14].

### Juillet
- 18 juillet : Honoré Mercier est de retour au Québec après une tournée européenne qui a duré plus de deux mois.

### Août
- 4 août : le comité sénatorial des chemins de fer commence à enquêter sur les circonstances entourant une somme de 100 000 $ que Charles Armstrong, un entrepreneur de chemins de fer, a versé à l'organisateur libéral Ernest Pacaud afin de mettre fin à un contrat de construction de la voie ferrée de la Baie des Chaleurs. Celui-ci se serait servi de cette somme pour défrayer des dépenses électorales lors de la campagne électorale de 1890[15].

- 11 août : le ministre fédéral des Travaux publics, Hector Langevin, remet sa démission. Il est ouvertement accusé de conflits d'intérêts dans l'obtention de contrats gouvernementaux[15].
- 12 août : plusieurs journaux conservateurs réclament une commission royale afin d'enquêter sur le scandale de la Baie des Chaleurs qui entache le gouvernement Mercier. Certains d'entre eux accusent ouvertement le premier ministre d'avoir été au courant de la somme de 100 000 $ que Pacaud a reçu de l'entrepreneur[15].

### Septembre
- 7 septembre : le lieutenant-gouverneur Auguste-Réal Angers demande des explications à Mercier et décide de limiter ses pouvoirs à des actes d'administration urgente[5].
- 14 septembre : le comité sénatorial des chemins de fer dépose son rapport qui incrimine Pacaud[5].
- 19 septembre : Jean Blanchet, chef de l'opposition officielle et député de Beauce, est nommé juge[5].
- 21 septembre : Honoré Mercier accepte la création d'une Commission royale d'enquête sur le scandale de la Baie des Chaleurs[5].

### Octobre
- 6 octobre : la Commission royale d'enquête commence à siéger.
- 8 octobre : la ville de Québec demande au gouvernement la construction d'une École normale dans la capitale[16].
- 31 octobre : une collision entre deux trains à Sainte-Luce fait tout près de 10 000 $ de dommages. Deux personnes sont gravement blessées[17].

### Novembre
- 25 novembre : Honoré Mercier fait arrêter deux journaliste de The Gazette pour libelle séditieux[18].

### Décembre
- 2 décembre : Mercier fait arrêter Jules-Paul Tardivel à Québec pour les mêmes raisons. Plusieurs journaux se plaignent que le premier ministre veut limiter la liberté de presse[19].
- 16 décembre : le président de la Commission royale d'enquête sur le scandale de la Baie des Chaleurs, Louis-Amable Jetté étant malade, les deux autres magistrats, Jean-François-George Baby et Charles Peers Davidson, remettent un rapport préliminaire incriminant Honoré Mercier et Pacaud. Aussitôt, le lieutenant-gouverneur Angers destitue Mercier et demande au chef conservateur Charles de Boucherville de former le nouveau gouvernement[5].
- 18 décembre : à Montréal, 4 000 personnes manifestent avec Mercier contre le coup de force d'Angers[20].
- 21 décembre : le cabinet De Boucherville est assermenté. Il comprend entre autres Louis-Philippe Pelletier, Thomas Chase-Casgrain et Edmund James Flynn. John Smythe Hall est trésorier provincial[5].
- 23 décembre : Charles de Boucherville annonce des élections générales pour le 8 mars 1892.

## Naissances
- 1 avril - Omer Barrière (commerçant et homme politique)  († 7 novembre 1970)
- 27 mai - Claude Champagne (musicien) († 21 décembre 1965)
- 6 juin - Henri-René Renault (homme politique) († 23 mars 1952)
- 13 juin - Hervé-Edgar Brunelle (politicien) († 15 mai 1950)
- 12 juillet - Adhémar Raynault (ancien maire de Montréal) († 11 avril 1984)
- 9 septembre - Wilfrid Girouard (avocat et homme politique) († 26 octobre 1980)
- 16 septembre - Julie Winnefred Bertrand (doyenne) († 18 janvier 2007)
- 24 décembre - Léon Mercier Gouin (politicien) († 16 octobre 1983)

## Décès
- 4 janvier - François-Xavier-Antoine Labelle (personnalité religieuse) (º 24 novembre 1833)
- 21 janvier - Calixa Lavallée (musicien) (º 28 décembre 1842)
- 31 mai - Antoine-Aimé Dorion (politicien) (º 17 janvier 1818)

### Articles généraux
- Chronologie de l'histoire du Québec (1867 à 1899)
- L'année 1891 dans le monde
- 1891 au Canada

### Articles sur l'année 1891 au Québec
- Élection fédérale canadienne de 1891
- Scandale de la Baie des Chaleurs
- Gouvernement Charles-Eugène Boucher de Boucherville (2)